# Jorge Torregrossa García
Jorge Torregrossa García (Alicante; 3 de octubre de 1973) es un director de cine y televisión español.

## Biografía
En la década de los noventa recibió becas de la Fundación La Caixa y de Martin Scorsese (el Martin Scorsese Young Filmmaker Award). Residió en Nueva York donde permaneció diez años y completó su formación con un máster en cinematografía, en el postgrado para directores de la Tisch School of the Arts, New York University. En esta ciudad, dirigió sus primeros cortos, Family Pictures y SaloMe PaMela Me, en 1998, y Desire, en 1999, que supondría su reconocimiento por la industria y que consiguió premios en el Festival de Alcalá y del Festival Nacional de Cortometrajes de Almería, y Women in a Train (2001),
A su vuelta a España, alternó la dirección de cortometrajes como Manchas (2005) y Verano o los defectos de Andrés (2006), vídeos musicales para artistas como Antonio Orozco o Najwa Nimri, anuncios comerciales y series de televisión como Gran Hotel, La Señora, Herederos o Imperium.
En 2012, debutó como director de largometraje, con Fin (2012), adaptación de una novela de David Monteagudo y  en 2013 rodó la La vida inesperada, que se estrenó en 2014, con guion de Elvira Lindo y protagonizada por Javier Cámara y Raúl Arévalo.

## Filmografía

### Cine
- 2014 La vida inesperada
- 2012 Fin

### Televisión
- 2021 - Intimidad (serie) (4 episodios)
- 2020 - Élite (4 episodios)
- 2019 - Especialː Una Navidad para recordar (1 especial)
- 2018 - Fariña (4 episodios)
- 2017 - 2019 Velvet Colección (21 episodios)
- 2016 - Bajo sospecha  (6 episodios)
- 2015 - 2016 Carlos, rey emperador  (5 episodios)
- 2014 - 2015 Sin identidad  (4 episodios)
- 2012 - Gran Hotel  (2 episodios)
- 2012 - Imperium  (3 episodios)
- 2011 - 14 de abril. La República  (2 episodios)
- 2010 - Tierra de lobos  (3 episodios)
- 2008 - 2010 La Señora (10 episodios)
- 2007 - 2008 Herederos (8 episodios)
- 2008 - El comisario (1 episodio)
- 2007 - Los simuladores (1 episodio)
- 2003 - Un lugar en el mundo  (6 episodios)